# Trakija
Trakija (bolgarsko Тракия, grško Θράκη, latinizirano: Thráki, latinsko Thracia, Threcia, turško Trakya) je zgodovinska in zemljepisna pokrajina v jugovzhodni Evropi. Danes obsega južno Bolgarijo (Severna Trakija), severovzhodno Grčijo (Zahodna Trakija) in evropski del Turčije (Vzhodna Trakija). Meji na tri morja: Črno, Egejsko in Marmarsko morje. V Turčiji jo imenuje tudi Rumeli (Rumelija). 
Zgodovinske meje Trakije so se zelo spreminjale. Antična Trakija, tj. na katerem so živeli Tračani, je obsegala današnjo Bolgarijo, evropsko Turčijo, severovzhodno Grčijo, dele vzhodne Srbije in vzhodne dele nekdanje jugoslovanske republike Makedonije. Na severu je mejila na Donavo, na jugu na Egejsko morje, na vzhodu na Črno in Marmarsko morje ter na zahodu na reki Vardar in Zahodno Moravo. 
Rimska provinca Trakija je bila nekoliko manjša. Njene vzhodne meje se od antike niso spremenile: na severu pa je mejila na Staro planino, na zahodu pa je segala samo do reke Meste (Néstos).

## Zgodovina

### Tračani v grški mitologiji
Prvotne prebivalce Trakije, Tračane, starogrška mitologija povezuje z mitološkim kraljem Traksom, sinom boga vojne Aresa, ki se je naselil v Trakiji. 
V Homerjevi Iliadi so bili Tračani zavezniki Troje. Poveljevala sta jim Akam in Pejor. V Iliadi se kasneje pojavita še dva tračanska kralja: Rez in Cizej, ki je bil celo tast trojanskega staroste Antenorja. Homerska Trakija je bila določena zelo nejasno in se je raztezala od reke Aks na zahodu do Helesponta in Črnega morja na vzhodu. Homer v Ilijadi omenja tri ločene skupine Tračanov: Tračane iz Enusa, ki sta jih vodila Akam in Pejor, Kikone iz Izmarja v južni Trakiji , ki jih je vodil Evfem, in Tračane iz Sesta ne severu Helesponta, ki jih je vodil Azij. 
Grška mitologija je tudi sicer polna tračanskih kraljev, med katerimi omenja Diomeda, Tereja, Likurga, Fineja, Tegirija, Evmolfa, Polimnestorja, Polita in Orfejevega očeta Egrusa. 
Treba je še dodati, da v Homerjevih časih Tračani niso bili enotno ljudstvo. Na ozemlju Trakije živelo več ljudstev, med njimi Edoni, Bizalti, Kikoni in Bistni. !

### Trakija v zgodovini in arheologiji
Najpomembnejša tračanska plemena, katerih imena so se ohranila v antičnh virih, so bila Odrisi, Dačani, Mezijci in Tribali. Razvili so svojo kulturo bronaste dobe, ki je v 1. tisočletju pr. n. št. prišla pod vpliv grških mest na obali Egejskega morja. V zgodovini so Tračani prvič omenjeni v času, ko je perzijski kralj Darej I. med vojnim pohodom proti Skitom leta 513 pr. n. št. zavzel tudi Trakijo in ji vladal skoraj pol stoletja. 
Pol stoletja kasneje so Odrisi pod vladarjem Teresom organizirali svojo državo. Med vladanjem Sitalka 431 pr. n. št. do 424 pr. n. št. je država obsegala celo Trakijo do Donave na severu. V drugi polovici 4. stoletja pr. n. št. je država v vojnah z makedonskim kraljem Filipom II. propadla.
Po propadu makedonske države leta 167 pr. n. št. je njen južni del prišel pod oblast Rimljanov kot provinca Thracia. Severni del so Rimljani osvojili šele leta 29/28 pr. n. št. in ga vključili v provinco Mezijo (Moesia). Državo Dačanov je dokončno osvojil cesar Trajan in ustanovil provinco Dacijo. 
Sredi 5. stoletja je moč Rimskega cesarstva začela pešati in Trakija je prišla pod oblast germanskih plemenskih poglavarjev. Po padcu Rima so se v naslednjih 1000 letih za ozemlje Trakije borile mnoge države: do 9. stoletja je bila del Bizantinskega cesarstva, potem pa so večji del Trakije v svojo državo vključili Bolgari. Leta 972 so jo ponovno osvojili Bizantinci in konec 12. stoletja spet Bolgari. Oblastnika sta se nato menjavala še celo 13. stoletje in prvo polovico 14. stoletja. 
Leta 1265 so Trakijo opustošili Mongoli iz Zlate Horde pod poveljstvom Nogaj Kana. 
Leta 1352 so v Trakijo prvič vdrli Otomanski Turki in jo v naslednjih dveh deseletjih v celoti osvojili. Turška oblast je trajala več kot petsto let.

### Sodobna zgodovina
Leta 1878 je bila severna Trakija vključena v pol-avtonomno otomansko provinco Vzhodna Rumelija, ki so jo leta 1885 priključili Bolgariji. Ostali del Trakije so si na začetku 20. stoletja razdelile Bolgarija, Grčija in Turčija. 

## Prebivalstvo
Tračanski vojaki so bili zaradi svoje bojevitosti pogosto najemniki grških kraljev Sirije, Pergamona in Bitinije. Bili so hrabri in spretni borci, predvsem v goratem okolju, kakršnega so bili vajeni doma. Imeli so visoko ceno in so bili nagnjeni k temu, da so radi menjavali strani. 
Njihovi osnovni orožji v 5. in 4. stoletju pr. n. št. sta bili sulica in nož. Pred tem so bili vojaki-pešci oboroženi s sekirami, njihovi poveljniki pa so imeli bojne vozove. Tračanska lahka pehota je bila oborožena tudi s kopji, pračami in loki. Prevladovala so kopja. Vojaki, posebno hribovski, so bili zelo znani po posebnem orožju z imenom romfaja, ki je bilo kombinacija meča, srpa in helebarde in je postalo zaščitni znak tračanskih peltastov. Njihovega orožja so se bali celo Rimljani. 
Tračanski konjeniki, razen Getov, so bili oboroženi z dvema kopjema iz drenovega lesa, s katerima so lahko prebadali ali ju metali. Nosili so tudi značilni kopis. Geti so namesto kopij pogosto nosili loke in kratke meče (akinakes). Tračani so uporabljali tudi bolj nenavadna orožja, na primer sekiro s konico in vozove, ki so jih potisnili navzdol po strmih pobočjih. 
Njihova priljubljena vojaška taktika je bila »udari in pobegni«, se pravi taktika hitrih napadov in hitrih umikov. Hrbtenico vojske so tvorili peltasti, lahko oboroženi pešci, ki so bili vajeni borbe od blizu in od daleč. Oboroženi so bili s kratkim mečem ali bodalom in nekaj kopji. Oklepov niso nosili, imeli pa so ukrivljeni ščite. Premožnejši plemiči so nosili čelade s koničastimi vrhovi.

## Tračanski jezik
Tračanski jezik je izumrl. Od njega je ostalo samo nekaj kratkih napisov, nekaj glos (leksičnih razlag antičnih piscev), večje število osebnih in geografskih imen in nekaj besed, ki so se ohranile v balkanskih jezikih, največ v albanščini in romunščini. 
Po mišljenju nekaterih jezikoslovcev bi lahko bila albanščina delno romaniziran tračanski ali dačanski jezik (glej Izvor albanščine).

## Tračanski koledar
Zanimivo je, da je bil tračanski koledar podoben egipčanskemu. Leto je imelo dvanajst mesecev in 360 dni. Preostalih pet dni so dodali zadnjemu mesecu. Leto je imelo tri sezone. 
Tračani so imeli vsako leto 60 večjih praznikov. 

## Slavni Tračani in prebivalci Trakije
- Orfej, ki je bil po grškem izročilu glavni predstavnik umetnosti petja in igranja na liro.
- Demokrit, grški filozof in matematik iz Abdere v Trakiji (* okrog 460, † 370 pr. n. št.). Njegov glavni prispevek k znanosti je atomska teorija, prepričanje, da je snov sestavljena iz različnih neuničljivih in nedeljivih delcev, ki jih je imenoval atomi.
- Herodik, grški zdravnik iz 5. stoletja pr. n. št. ustanovitelj športne medicine. Bil je eden od Hipokratovih učiteljev.
- Protagora, grški filozof iz Abdere v Trakiji (* okrog 490, † 420 pr. n. št.). Bil je strokovnjak za retoriko in področja, ki so povezana s krepostnim in političnim življenjem. Pogosto ga omenjajo kot prvega sofista. Znan je predvsem po treh trditvah: 1. »merilo vsega je človek«, kar se pogosto tolmači kot neko vrsto moralnega relativizma, 2. »slabši (ali šibkejši) argument se lahko izkaže kot boljši (ali močnejši)« in 3. da »nihče ne more trditi, da bogovi obstajajo ali ne« (agnosticizem).
- Spartak, tračanski suženj, ki je vodil upor rimskih sužnjev leta 73–71 pr. n. št. Njegova vojska pobeglih gladiatorjev je porazila nekaj rimskih legij.
- Maksimin Tračan, rimski cesar (vladal 235–238), ki je bil rojen v Trakiji ali Meziji. Po očetu je bil Got, po materi pa Alan.